# Kadam
Kadampa boeddhisme is een school binnen de Vajrayana van het Mahayana boeddhisme, die werd opgericht door de Indiase boeddhistische meester Atisha (982-1054). Zijn volgelingen staan bekend als kadampa's. ka betekent woord en refereert aan de leringen van de Boeddha en dam refereert aan Atisha's speciale Lamrim leringen over de stadia op het pad naar verlichting.
De Kadampa traditie werd later grotendeels hervormd door Tsongkhapa en ging daarna verder onder de naam die bekendstonden als gelugpa of nieuwe kadampa. Tsongkhapa en zijn volgelingen verbreidden de gelug over geheel Tibet
De grote Kadampa leraren staan niet alleen bekend vanwege hun grote geleerdheid, maar ook omdat ze uiterst oprechte en zuivere spirituele beoefenaars waren. Hun leringen werden in een lange lijn mondeling overgedragen van meester op discipel en zo over een groot deel van Azië verspreid.